# Béla Fleck and the Flecktones

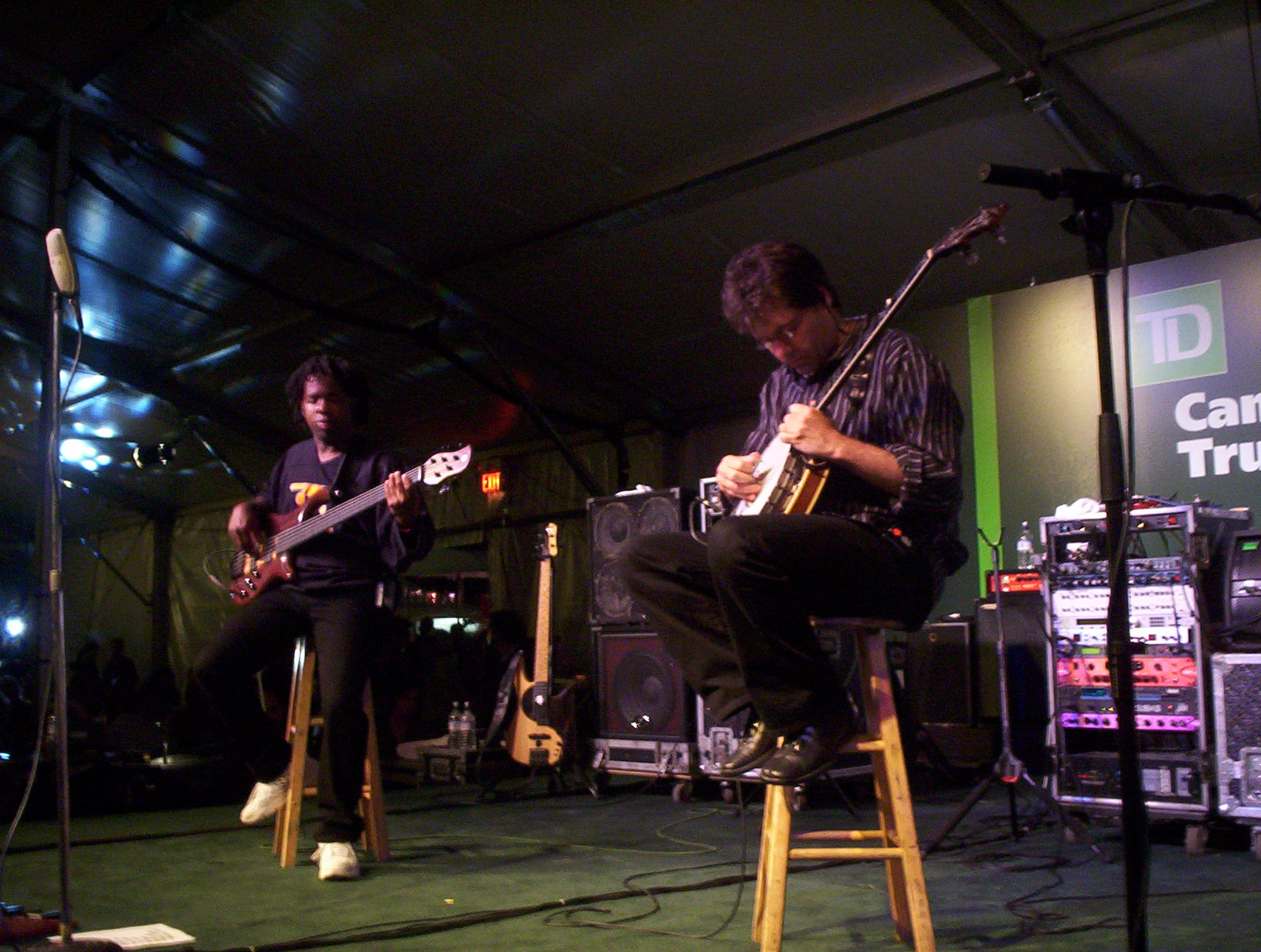
Béla Fleck et Victor Wooten au festival de jazz de Toronto (Canada) le 30 juin 2003.

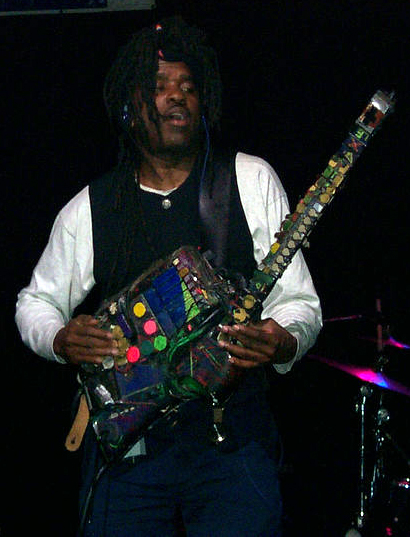
Roy Wooten (Future Man) jouant des percussions avec son drumitar.

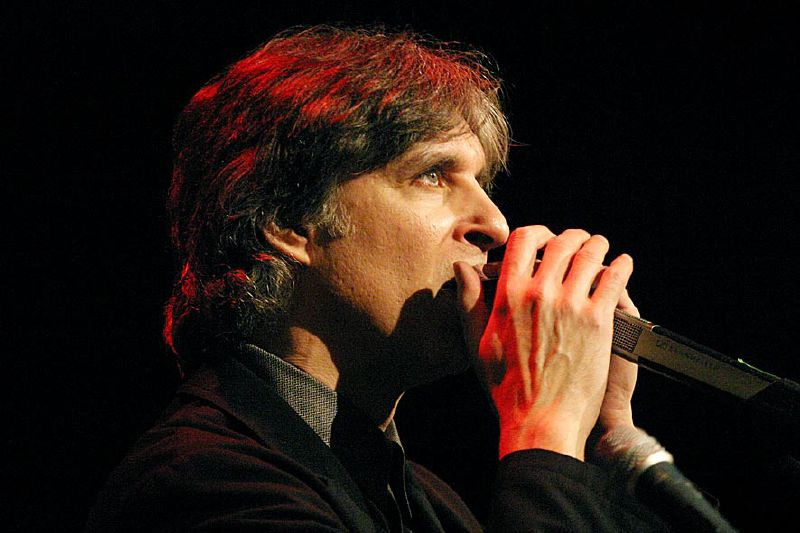
Howard Levy, harmoniciste du groupe pour les trois premiers albums (1988-1992), a retrouvé le Béla Fleck and the Flecktones avec l'album Rocket Science (depuis 2011).

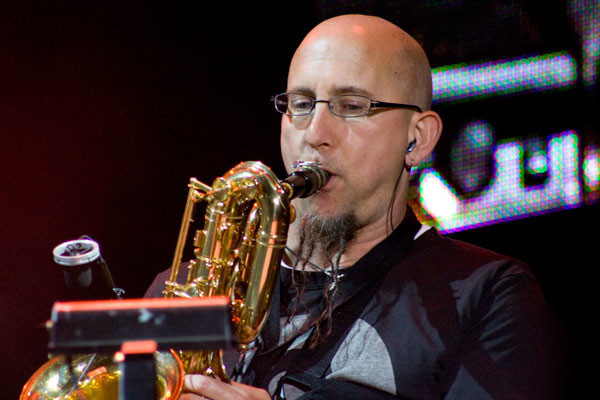
Jeff Coffin, ici en concert avec le Dave Matthews Band, a été membre du groupe de 1997 à 2008.

Béla Fleck and the Flecktones est un groupe de jazz fusion américain mêlant le jazz, la musique country et le bluegrass.
La formation comprend Béla Fleck au banjo, Victor Wooten à la basse, Roy Wooten aux percussions et selon les époques l'harmoniciste Howard Levy (1988-1992 et depuis 2011) ou le saxophoniste Jeff Coffin (1997-2008). Victor Wooten est connu pour son jeu technique utilisant en particulier le slap. Roy Wooten, ou Future Man (son nom de scène), joue des percussions sur un drumitar, plus précisément un SynthAxe (en) (contrôleur MIDI en forme de guitare) transformé en contrôleur de percussions.
Le groupe a gagné plusieurs Grammy awards.

## Histoire
Le groupe est né en 1988 lorsque Béla Fleck, Howard Levy, Victor et Roy Wooten ont joué ensemble pour l'émission Lonesome Pine Special sur la chaîne de télévision PBS. Béla Fleck avait rencontré Howard Levy un an plus tôt lors du Winnipeg Folk Festival (en). Le succès de cette performance a convaincu les musiciens de continuer l'aventure et de créer un groupe,.
Après les trois premiers albums, l'harmoniciste Howard Levy quitte le groupe.
Après son départ, Béla Fleck et les frères Wooten sortent l'album Three Flew Over the Cuckoo's Nest dont le nom est une référence au film Vol au-dessus d'un nid de coucou (1975, One Flew Over the Cuckoo's Nest), basé sur une nouvelle de Ken Kesey.
Le saxophoniste Jeff Coffin rejoint le groupe à partir de l'album Live Art.
En 2008-2009, Jeff Coffin part en tournée avec le Dave Matthews Band. Béla Fleck fait alors appel à l'harmoniciste  Howard Levy, qui avait quitté le groupe en 1992, pour enregistrer l'album  Rocket Science (2011).
En 2016, après une pause de quatre ans, le groupe se retrouve pour une série de 14 concerts.

## Discographie
- 1990 : Bela Fleck and the Flecktones
  - Nomination aux Grammy Awards pour les compositions instrumentales.
- 1991 : Flight of the Cosmic Hippo
  - No. 1, jazz charts
  - Nomination aux Grammy Awards pour les compositions instrumentales.
- 1992 : UFO TOFU
  - Récompensé aux Grammy Awards pour la meilleure composition instrumentale.
- 1993 : Three Flew Over the Cuckoo's Nest
- 1996 : Live Art
  - Vainqueur des Grammy Awards pour les albums lives.
  - Récompensé aux Grammy Awards pour la meilleure composition 'pop' instrumentale pour « The Sinister Minister ».
- 1998 : Left of Cool
  - Récompensé aux Grammy Awards pour la meilleure composition instrumentale avec  « Almost 12 ».
- 1999 : Greatest Hits of the 20th Century
- 2000 : Periferic
  - Récompensé aux Grammy Awards pour le meilleur album jazz contemporain.
- 2002 : Live at the Quick
- 2003 : Little Worlds
- 2006 : The Hidden Land
  - Récompensé aux Grammy Awards en 2007 pour le meilleur disque de jazz contemporain.
- 2008 : Jingle All the Way
  - Récompensé aux Grammy Awards en 2009 pour le meilleur disque de pop instrumentale.
- 2011 : Rocket Science